# Il rosso e il nero
Il rosso e il nero. Cronaca del 1830 (titolo originale, Le Rouge et le Noir, con due sottotitoli: Chronique du XIXe siècle e Chronique de 1830) è un romanzo storico dello scrittore francese Stendhal. Il protagonista, Julien Sorel, è un giovane uomo della provincia francese di modesta educazione, il quale tenta di salire la scala sociale attraverso una combinazione di talento, duro lavoro, inganno e ipocrisia. Ma permettendo alle passioni di travolgerlo, saranno queste a perderlo. Il sottotitolo del romanzo allude al duplice intento letterario di rappresentare sia un ritratto psicologico del romantico protagonista sia una satira analitica, sociologica dell'ordine sociale della Francia sotto il regime della Restaurazione Borbonica. 
Il manoscritto fu venduto per 1500 franchi all'editore Levasseur che lo pubblicò in due tomi a Parigi il 13 novembre 1830, ma con data 1831.
Il titolo dell'opera farebbe riferimento alle tensioni tra gli interessi clericali e quelli secolari del protagonista: nero come le vesti dei seminaristi, che Sorel indossa non per fede ma per convenienza; rosso come le uniformi dei soldati di Napoleone (con cui Sorel avrebbe forse combattuto se fosse nato una generazione prima) e - rimando inevitabile per i lettori dell'epoca - Rosso come le bandiere dell'imminente Rivoluzione di Luglio.
La dicotomia rosso/nero potrebbe altresì riferirsi all'allora popolare gioco di carte "rouge et noir", col gioco a simboleggiare il leitmotiv di un romanzo nel quale l'opportunità e la fortuna determinano il destino di Julien Sorel.

## Genesi
(Stendhal, Il rosso e il nero)
Il rosso e il nero è il secondo romanzo di Stendhal, dopo Armance del 1826. Il romanzo prende spunto dall'affaire Berthet, di cui l'autore aveva letto sulla rivista "La Gazette des Tribunaux". Il fatto di cronaca avvenne nel 1827 presso il Tribunale di Corte d'Assise dell'Isère, il dipartimento di origine di Stendhal: il figlio di un maniscalco fu giudicato e condannato a morte per aver assassinato l'amante, moglie di un notaio di provincia.
Il rosso e il nero riprende, sviluppa e arricchisce tale episodio, nel quale l'autore vede la manifestazione di un'energia popolare che la società conservatrice della Restaurazione reprime.
È un romanzo storico psicologico, che descrive con realismo la struttura sociale della Francia immediatamente precedente la rivoluzione del 1830 e le tensioni che stanno per lacerarne la superficie di apparente tranquillità: le opposizioni tra Parigi e la provincia, tra borghesia e nobiltà, tra gesuiti e giansenisti. Grazie alla sua capacità di rappresentare i rapporti tra i personaggi e la loro psicologia, Stendhal traccia un affresco della società reazionaria post-napoleonica, mostrando le ambizioni, il cinismo e l'ipocrisia di cui si nutrono quotidianamente i rapporti umani.

## Trama
Julien Sorel è un giovane ambizioso, figlio del proprietario di una segheria. Portato per le lettere latine e la teologia, studia sotto la tutela del curato Chélan della parrocchia di Verrières, piccola cittadina della Franca Contea (che l'autore dichiara di avere inventato appositamente). È un fervente ammiratore di Napoleone Bonaparte. Grazie ad un atteggiamento amorale riesce a soddisfare la sua sete di ascesa sociale.
Diventa precettore in casa di Monsieur Rênal, sindaco conservatore della cittadina. La sua ambizione lo spinge a conquistare la moglie di questo, Madame de Rênal, di cui però si innamora. Iniziano a spargersi delle voci nel paese e Rênal riceve una lettera anonima che lo informa dell'infedeltà della moglie. Julien decide allora di partire per Besançon e di entrare in seminario.
In seminario Julien riesce a farsi potenti amicizie. Alla fine viene assunto come segretario in casa del marchese de la Mole di cui attira ben presto le simpatie. In casa, a Parigi, conduce una vita mondana. La figlia del marchese, Mathilde, s'innamora di Julien. È però combattuta tra l'amore e il conservare una posizione sociale. Anche Julien si innamora e, grazie ad un astuto piano, riesce a farla capitolare.
Mathilde informa suo padre della sua intenzione di sposare Julien perché sa che aspetta un figlio. Il marchese sospetta che Julien sia un cacciatore di dote; ciò nonostante gli conferisce un titolo e una rendita. Quando il matrimonio sta per essere celebrato arriva però una lettera di Madame de Rênal la quale informa il marchese che Julien l'ha ingannata e che è in realtà un truffatore. La lettera è stata dettata dal nuovo curato di Verrières, ma il marchese de la Mole ci crede.
Julien, che vede tutti i suoi sogni e le sue speranze distrutte, va a Verrières, raggiunge Madame de Rênal in chiesa e la ferisce con un colpo di pistola. Viene imprigionato e condannato alla ghigliottina nonostante tutti gli intrighi architettati da Mathilde e l'affetto di Madame de Rênal che è sopravvissuta e che, colta dai rimorsi, lo perdona. Alla sua morte Mathilde recupera la sua testa e, prima di seppellirla, la bacia, emulando la vicenda eroica e romantica del suo avo Bonifazio De La Mole e della sua amante, da lei idolatrati. Madame de Rênal muore invece di disperazione tre giorni dopo.

## Il titolo
Il simbolismo contenuto nei colori del titolo è un buon punto di partenza per comprendere i significati multipli del romanzo. Il rosso evoca il sangue del crimine, la passione, che si lega quindi al nero del dolore e della morte.
D'altra parte, nero è il colore dei vestiti del seminarista Julien Sorel, mentre rosso è il colore degli abiti dei militari, carriera verso la quale Julien cova un'ambizione segreta che però non potrà intraprendere.
Julien è un giovane che desidera una vita eroica, come quella del grande Napoleone, considerato da lui il modello da seguire, ma questo sogno gli è negato dalla realtà della società a lui contemporanea, quella della Restaurazione, in cui era pericoloso e inappropriato mostrare simpatie napoleoniche. Dunque da ragazzo ambizioso pensa di trovare il successo attraverso la carriera ecclesiastica.
Proprio come l'altro personaggio stendhaliano, Fabrizio Del Dongo, è un giovane che vive in una società che non corrisponde ai suoi sogni ed è costretto ad essere ciò che non è.
Si può anche interpretare il titolo come un gioco d'azzardo, in cui il protagonista si lancia puntando su uno dei due "colori" nello scopo di raggiungere i suoi sogni di ascesa sociale. Tale interpretazione, tuttavia, è stata abbandonata dai critici, in quanto le mosse di Julien sono ben meditate e non dominate dal caso.
Ulteriore interpretazione dei due colori è il rosso della rivoluzione francese (è presente nel tricolore, è il sangue versato sulla ghigliottina, ecc.) e il nero (colore delle tonache dei preti) della Restaurazione a essa succeduta: la tragedia di Julien è proprio quella di essere nato troppo tardi, in un momento in cui a un giovane ambizioso e intraprendente, ma di sangue plebeo, si aprono ben poche e anguste prospettive di affermazione sociale.

## Un romanzo psicologico
Secondo Nietzsche, Stendhal è l'ultimo dei grandi psicologi francesi. In Il Rosso e il Nero Julien Sorel diventa oggetto di uno studio vero e proprio; ambizione, amore, passato: tutto viene analizzato. Il lettore segue con interesse crescente i meandri del suo pensiero, che condizionano le sue azioni. Anche Mathilde de La Mole, figlia del marchese protettore di Julien, e Louise de Rênal, moglie del sindaco di Verriéres primo datore di lavoro di Julien, non hanno solo un ruolo di comparse: il loro amore per Julien è profondamente analizzato. Il mondo intero è messo a nudo sotto la penna di Stendhal, dando così all'opera le caratteristiche del romanzo psicologico.

## Critiche
- «Uno dei vostri crimini è aver messo a nudo alcune pieghe del cuore umano troppo sporche per essere vedute... Nel carattere di Julien ci sono tratti atroci, che sentiamo come veri ma che ci fanno orrore. Il fine dell'arte non è di mostrare questo lato della natura umana». Prosper Mérimée, Lettres à Stendhal
- «Il nostro romanziere più grande, Stendhal, studiava gli uomini come se fossero degli insetti strani, che vivono e muoiono, spinti da forze fatali; suo solo cruccio era determinare la natura, l'energia, la direzione di queste forze; la sua umanità non simpatizzava con quella dei suoi eroi, restava superiore alla loro miseria e alla loro follia, si contentava di fare il suo lavoro di dissezione, esponendo in tutta semplicità i risultati del suo lavoro. L'opera del romanziere deve cessare dove comincia quella del moralista». Émile Zola, Causeries dramatiques, 1881
- «Nessuna frase per il bello, il pittoresco, per il divertimento. Sempre qualcosa, sempre dell'interesse». Paul Léautaud, Journal littéraire, 1905

## Traduzioni italiane
- trad. di Massimo Bontempelli, Milano, Istituto Editoriale Italiano, 1913; Roma, Newton Compton, 1994.
- trad. di Alfredo Fabietti, Firenze, Vallecchi, 1930; Novara, De Agostini, 1982.
- trad. di Attilio Rovinelli, Milano, Sonzogno, 1931.
- trad. di Giacomo di Belsito, Sesto San Giovanni, Barion, 1930.
- trad. di Mario Paggi [ma apparso come Massimo Poggi],[3] Milano, Corticelli, 1941; Roma, Cremonese, 1957; Milano, Mursia, 1961.
- trad. di Aldo Palazzeschi, 1944 ma pubblicata inedita in Roma, Edizioni di Storia e Letteratura, 2012.
- trad. di Diego Valeri, Torino, Einaudi, 1946; Firenze, Sansoni, 1965.
- trad. di Ugo Dettore, Milano, Rizzoli, 1950; Milano, Fabbri Editori, 1999.
- trad. di Giovanni Marcellini, Roma, Gherardo Casini Editore, 1956.
- trad. di Velia Donadei Giacosa, Torino, UTET, 1958.
- trad. di Marina Mizzau, Milano, Rusconi e Paolazzi, 1960.
- trad. di Bruno Schacherl, Firenze, Parenti Editore, 1963; Roma, Edizione L'Unità, 1963.
- trad. di Giuseppe Sardelli, Milano, Fabbri Editori, 1968.
- trad. di Mario Lavagetto, Milano, Garzanti, 1968; ed. riveduta, Garzanti, 1990.
- trad. di Maurizio Cucchi, Milano, Mondadori, 1996.
- trad. Luigi Maria Sponzilli, Postfazione e curatela di Federico Bertoni, Collana UEF. I Classici, Milano, Feltrinelli, 2013.
- trad. di Margherita Botto, Collana Supercoralli, Torino, Einaudi, 2013.
- trad. di Cinzia Bigliosi, Collana I Classici, Firenze-Milano, Bompiani, 2021, ISBN 978-88-301-0366-5.

## Film tratti daIl rosso e il nero
- Il rosso e il nero (1920), diretto da Mario Bonnard
- Der geheime Kurier (1928), diretto da Gennaro Righelli, con Ivan Mosjukin nella parte di Julien Sorel
- Il corriere del re (1947), diretto da Gennaro Righelli
- L'uomo e il diavolo (1954), diretto da Claude Autant-Lara, con Gérard Philipe nel ruolo di Julien, Danielle Darrieux nel ruolo della signora de Renal, Antonella Lualdi nel ruolo di Mathilde de La Mole.
- Le rouge et le noir – film televisivo del 1961 diretto da Pierre Cardinal
- Il rosso e il nero – miniserie televisiva del 1997 diretta da Jean-Daniel Verhaeghe, in co-produzione tra Francia, Italia e Germania.